# Aartsbisdom Buenos Aires

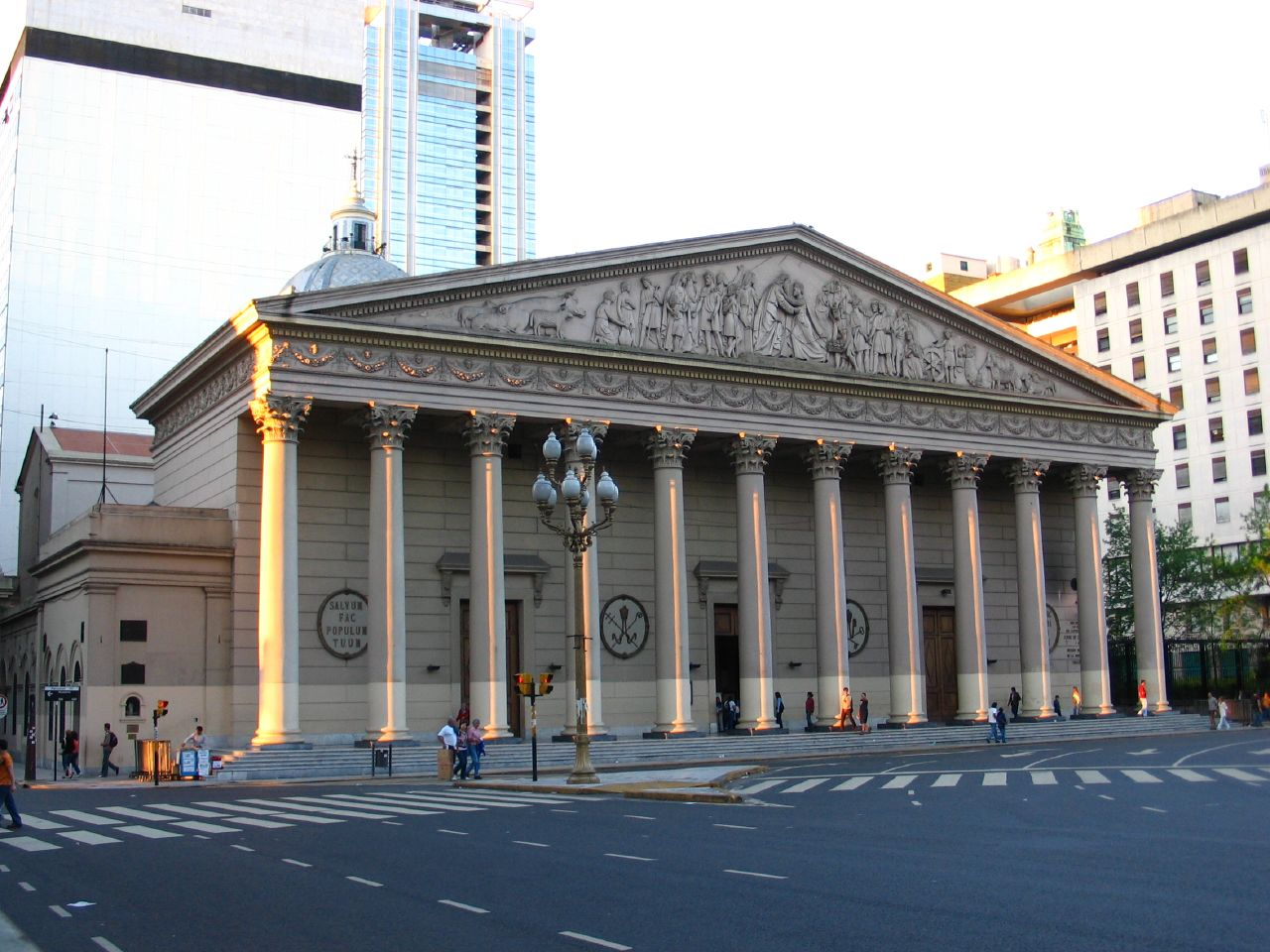
Kathedraal van Buenos Aires

Het aartsbisdom (rood) binnen de kerkprovincie Buenos Aires (roze)

Het aartsbisdom Buenos Aires (Latijn: Archidioecesis Bonaërensis) is een van de veertien katholieke aartsbisdommen in Argentinië. De aartsbisschop van Buenos Aires heeft er het geestelijk leiderschap over. Hij staat als metropoliet aan het hoofd van de kerkprovincie van Buenos Aires, en is tevens primaat van Argentinië. 
Kardinaal Jorge Mario Bergoglio, aartsbisschop van Buenos Aires, werd op 13 maart 2013 gekozen tot paus. 

## Leiderschap
Dit is een lijst van leiders van het bisdom sinds de oprichting op 6 april 1620. Kardinalen zijn cursief weergegeven.

### Bisschoppen
1. Pedro Carranza Salinas (30 maart 1620 - 29 februari 1632, eerste bisschop)
2. Cristóbal de Aresti Martínez de Aguilar (3 december 1635 - 1641 overleden)
3. Cristóbal de la Mancha y Velazco (31 augustus 1641 - 4 juli 1673 overleden)
4. Antonio de Azcona Imberto (9 mei 1676 - 19 februari 1700 overleden)
5. Gabriel de Arregui (23 juni 1712 - 1716, bisschop van  Cuzco)
6. Pedro de Fajardo (22 mei 1713 - 16 december 1729 overleden)
7. Juan de Arregui (22 november 1730 - 19 december 1736 overleden)
8. José de Peralta Barrionuevo y Rocha Benavídez (19 mei 1738 - 14 juni 1746, bisschop van La Paz)
9. Cayetano Marcellano y Agramont (23 januari 1749 - 23 mei 1757, bisschop van Trujillo)
10. José Antonio Basurco y Herrera (2 april 1757 - 5 februari 1761 overleden)
11. Manuel Antonio de la Torre (14 Jul 1762 - 20 oktober 1776 overleden)
12. Sebastián Malvar y Pinto (19 oktober 1777 - 15 december 1783, aartsbisschop van Santiago de Compostela)
13. Manuel Azamor y Ramírez (27 januari 1785 - 2 oktober 1796 overleden)
14. Pedro Inocencio Bejarano (3 juli 1797 - 23 februari 1801, bisschop van Sigüenza)
15. Benito Lué y Riega (9 augustus 1802 - 22 maart 1812 overleden)
16. Mariano Medrano y Cabrera (7 oktober 1829 - 7 april 1851 overleden)

### Aartsbisschoppen
1. Mariano José de Escalada Bustillo y Zeballos (23 juni 1854 - 28 juli 1870 overleden, eerste aartsbisschop)
2. Federico León Aneiros (Aneyros) (25 juli 1873 - 3 september 1894 overleden)
3. Uladislao Castellano (12 september 1895 - 6 februari 1900 overleden)
4. Mariano Antonio Espinosa (24 augustus 1900 - 8 april 1923 overleden)
5. José María Bottaro y Hers (9 september 1926 - 20 juli 1932 emeritaat)
6. Santiago Copello (20 september 1932 - 25 maart 1959 functie binnen de curie, eerste kardinaal)
7. Fermín Emilio Lafitte (25 maart 1959 - 8 augustus 1959, overleden)
8. Antonio Caggiano (15 augustus 1959 - 22 april 1975, emeritaat)
9. Juan Carlos Aramburu (22 april 1975 - 10 juli 1990, emeritaat)
10. Antonio Quarracino (10 juli 1990 - 28 februari 1998, overleden)
11. Jorge Bergoglio (28 februari 1998 - 13 maart 2013, gekozen tot paus)
12. Mario Poli (28 maart 2013 - 26 mei 2023)
13. Jorge Ignacio García Cuerva (26 mei 2023 - heden)

## Suffragane bisdommen
- Avellaneda-Lanús
- Gregorio de Laferrere
- Lomas de Zamora
- Morón
- Quilmes
- San Isidro
- San Justo
- San Martín
- San Miguel
- Buenos Aires (Maronitisch)
- Buenos Aires (Oekraïenisch)